# مملكة لياو

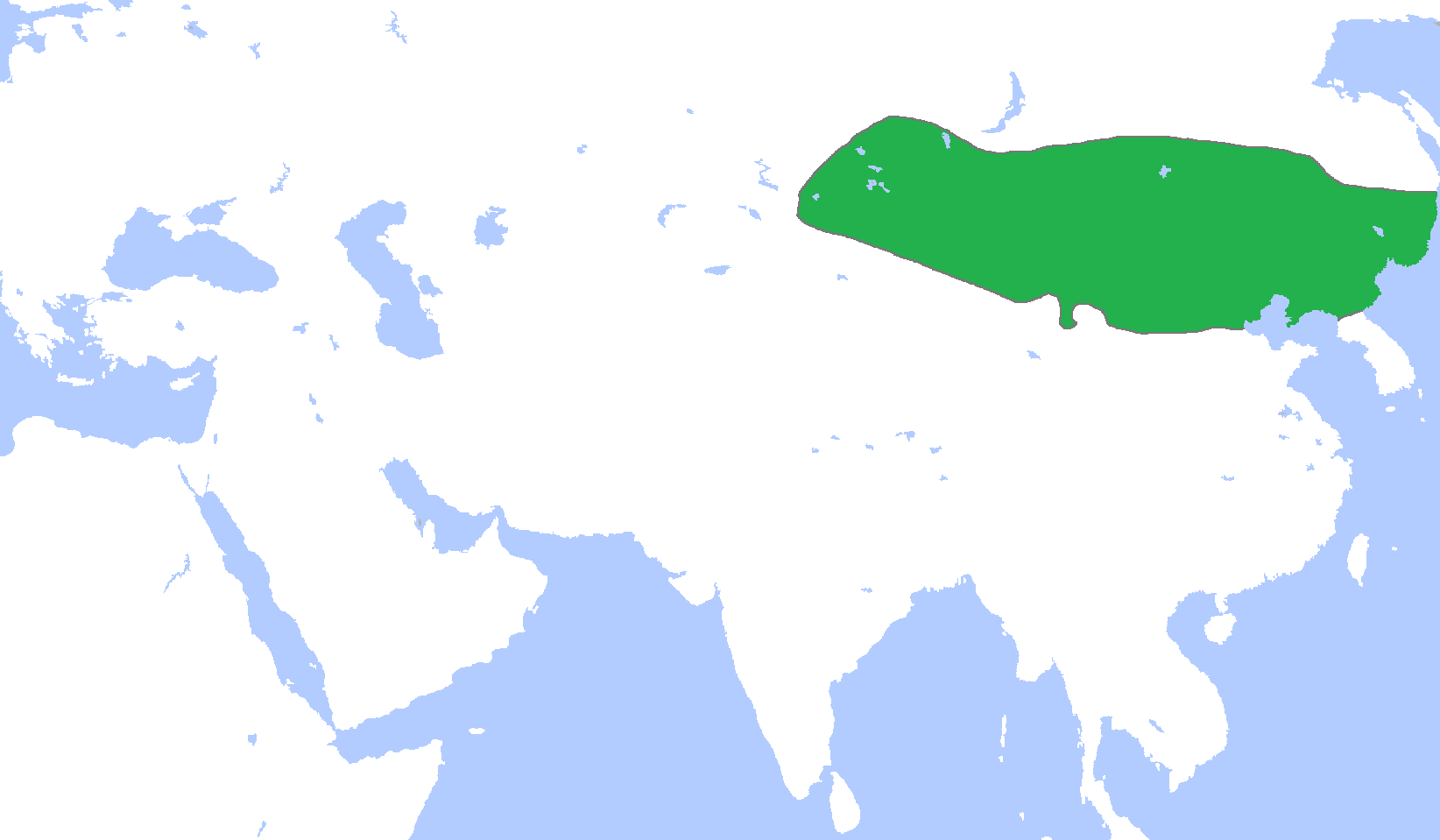
موقع إمبراطورية خيطان، أو لياو باللون الأخضر عام 1000 م.

مملكة لياو، (الصينية المبسطة: 辽朝، الصينية التقليدية: 遼朝، بن-ين: Liáo Cháo)<، كانت إمبراطورية في شرق آسيا حكمت مناطق منشوريا ومنغوليا، وأجزاء من شمال الصين. أسسها عشيرة Yelü (耶律 Yēlǜ، خيتان: جالوت، Jælut) من شعوب الخيتان او (الخيطان)، في نفس السنة التي انهارت سلالة تانغ (907)، بالرغم من أن أول حكامها، Yelü Abaoji، لم يعلن اسم لدولته حتى 916.
وعلى الرغم من أنها كانت تعرف أصلا بإمبراطورية خيطان، إنما الإمبراطور ييلو روان اعتمد رسميا اسم «لياو» (رسميا «لياو العظمى») في 947 (938؟). رغم أن تم الاستغناء عن اسم «لياو» عام 983، ولكن أعاد استخدامه في عام 1066. فاسم آخر للصين في اللغة الإنجليزية، كاثاى، هو اسم مشتق من اسم خيطان. وهو أيضا أصل الكلمة الروسية للصين، Китай أو Kitay (كيتاي)، وكذلك في عدة لغات أخرى في أوروبا الشرقية.
ودمرت الإمبراطورية لياو من جورشن من سلالة جين عام 1125 فيما عرف بحروب جين سونغ. ومع ذلك، أنشأت بقايا شعبها بقيادة داشي ييلو شي (الغربية) سلالة لياو 1125-1220، المعروف أيضا باسم خانات كارا خيطان، والتي نجت حتى وصول جيش جنكيز خان المنغولي الموحد.
بعد تأسيسها مباشرةً، بدأت سلالة لياو عملية توسع إقليمي، إذ قاد أباوجي غزوًا ناجحًا لبالهي. كسب الأباطرة اللاحقون المحافظات الستة عشر من خلال تأجيج حرب بالوكالة أدت إلى انهيار تانغ لاحقًا (923-936) وأقاموا علاقات جزائية مع مملكة كوريو بعد خسارة حروب كوريو-خيطان. في عام 1004، أطلقت سلالة لياو حملة استعمارية ضد سلالة سونغ الشمالية. بعد قتال عنيف وخسائر كبيرة بين الإمبراطوريتين، وقع الجانبان معاهدة تشانيوان. من خلال المعاهدة، أجبرت سلالة لياو سلالة سونغ الشمالية على الاعتراف بهم كأقران، وأعلنت حقبة من السلام والاستقرار بين القوتين استمرت حوالي 120 عامًا.
كان التوتر بين الممارسات الاجتماعية والسياسية التقليدية للخيطان والتأثير والعادات الصينية سمة مميزة للسلالة. أدى هذا التوتر إلى سلسلة من أزمات الخلافة. فضل أباطرة لياو المفهوم الصيني عن البكورة، في حين دعم معظم النخبة الخيطانية المتبقية الطريقة التقليدية للخلافة من قبل أقوى مرشح. كانت الممارسات الخيطانية والصينية مختلفة للغاية لدرجة أن أباوجي شكل حكومتين متوازيتين. حكمت الإدارة الشمالية مناطق خيطان باتباع ممارسات خيطان التقليدية، بينما حكمت الإدارة الجنوبية مناطق ذات عدد كبير من السكان غير خيطانين، واعتمدت الممارسات الحكومية الصينية التقليدية.
تضمنت الاختلافات بين المجتمع الصيني وخيطان أدوار الجنسين والممارسات الزوجية؛ أخذ الخيطانيون نظرة أكثر مساواة بين الجنسين، في تناقض حاد مع الممارسات الثقافية الصينية التي فصلت بين أدوار الرجال والنساء. تعلمت نساء خيطان الصيد وإدارة ممتلكات الأسرة وتولي المناصب العسكرية. لم تُرتب العديد من الزيجات، ولم يكن مطلوبًا من النساء أن يكنّ عذارى عند زواجهن الأول، وكان للمرأة الحق في الطلاق والزواج مرة أخرى.
دُمرت سلالة لياو من قبل سلالة جين بقيادة جورتشن في عام 1125 وانتهت بالقبض على الإمبراطور تيانزو. ومع ذلك، أنشأ الخيطانيون الباقون، بقيادة ييلو داشي (الإمبراطور ديزونغ من لياو)، سلالة لياو الغربية (قارا خيطاي)، التي حكمت أجزاء من آسيا الوسطى لمدة قرن تقريبًا قبل غزوها من قبل المغول. رغم أن الإنجازات الثقافية المرتبطة بسلالة لياو كبيرة، وهناك عدد من التماثيل المختلفة وغيرها من القطع الأثرية الموجودة في المتاحف والمجموعات الأخرى، ما تزال هناك أسئلة رئيسية حول الطبيعة الدقيقة ونطاق تأثير ثقافة لياو خيطان على التطورات اللاحقة، مثل الفنون الموسيقية والمسرحية.

## الأسماء
تأسست السلالة رسميًا في عام 916 عندما أعلن أباوجي نفسه إمبراطورًا واعتمد اسم سلالة خيطان. في عام 946، أعاد الإمبراطور تايزونج تسمية السلالة رسميًا باسم لياو الكبرى. تغير الاسم مرة أخرى إلى خيطان عام 983 في عهد الإمبراطور شينغزونغ. في عام 1066، أعاد الإمبراطور داوزنونغ إدخال اسم الأسرة الحاكمة لياو الكبرى وظل العنوان قيد الاستخدام الرسمي حتى انهيار السلالة.
في عام 1124، تبنت الدولة الخلف التي أنشأها ييلو داشي في المناطق الغربية أيضًا رسميًا اسم الأسرة الحاكمة لياو الكبرى. ومع ذلك، يُعرف هذا النظام في التأريخ باسم لياو الغربية أو (قارا خيطاي).
لا يوجد إجماع بين المؤرخين بشأن أصل كلمة لياو. يعتقد البعض أن لياو مشتق من كلمة حديد في لغة خيطان، بينما يعتقد البعض الآخر أن الاسم جاء من مستجمع نهر لياو الذي كان الموطن التقليدي لشعب خيطان.

## خلفية تاريخية

### خيطان قبل أباوجي
لا تُعد الأصول الموثقة أو التركيب العرقي أو التاريخ المبكر للخيطان موثقة جيدًا في السجلات التاريخية. عُثر على أول إشارة إلى دولة خيطان في كتاب وي، تاريخ سلالة وي الشمالية (386-534) الذي اكتمل عام 554. تذكر العديد من الكتب المكتوبة بعد 554 أن الخيطانيين كانوا نشطين خلال أواخر القرن الثالث وأوائل القرن الرابع. يشير كتاب جين (648)، وهو تاريخ سلالة جين (265-420)، إلى الخيطانيين في القسم الذي يغطي عهد مورونج شنغ (398-401). يذكر سامغوك ساغي (1145)، تاريخ ممالك كوريا الثلاث، غارة للخيطانيين وقعت عام 378.
وفقًا لعلماء الصينيات دينيس تويتشت وكلاوس بيتر تيتز، يُعتقد عمومًا أن الخيطانيين نشأوا من فرع يوين من شعب شيانبي. بعد هزيمتهم على يد فرع آخر من الشيانبي عام 345، انقسم اليوين إلى ثلاث قبائل، إحداهم كانت تسمى كومو شي. في عام 388، انقسمت كومو شي نفسها، مع بقاء مجموعة واحدة تحت اسم كومو شي والمجموعة الأخرى أصبحت خيطان. يدعم هذا الرأي جزئيًا كتاب وي، الذي يصف الخيطانيين على أنهم من أصول شيانبي. هناك أيضًا العديد من النظريات المتنافسة حول أصل الخيطانيين. بدايةً من سلالة سونغ، اقترح بعض علماء الصينيات أن الخيطانيين ينحدرون ربما من شعب شيونغنو. في حين أن المؤرخين المعاصرين رفضوا فكرة أن الخيطانيين ينحدرون من شيونغنو فقط، هناك بعض الدعم للادعاء بأنهم من أصل شيانبي وشيونغنو. بدءًا من رشيد الدين حمداني في القرن الرابع عشر، افترض العديد من العلماء الغربيين أن الخيطانيين كانوا مغول في الأصل، وفي أواخر القرن التاسع عشر زعم علماء غربيون أن الخيطانيين كانوا من أصل تونغوسي؛ إذ دعم التحليل اللغوي الحديث هذا الادعاء. توجد العديد من الكلمات المتشابهة بين اللغات الخيطانية والكورية التي لا توجد في اللغات التونغوسية أو المغولية.
في الوقت الذي كُتب فيه كتاب وي عام 554، شكل الخيطانيون دولة في مقاطعتي جيلين ولياونينغ الصينيتين. عانى الخيطانيون من سلسلة من الهزائم العسكرية على يد جماعات بدوية أخرى في المنطقة، وكذلك لسلالات في شمال الصين (550-577) وسوي (589-618). هزمت قبائل خيطان في أوقات مختلفة من قبل القبائل التركية مثل الأويغور والسلالات الصينية مثل سوي وتانغ. أثر هذا التأثير بشكل كبير على اللغة والثقافة الخيطانية. يوصف الخيتان في السويشو (كتاب سوي، المجلد 84) بأنهم محاربون ينهبون ويغيرون على الحدود وأنهم الأكثر شجاعة وقوة بين جميع البرابرة. يقدم لياوشي (تاريخ لياو، المجلدين 32 و59) الوصف التالي للخيطانيين المبكرين:
«يقيمون في الصحراء الكبرى، حيث البرد القارص والرياح الهوجاء، كان لديهم الماشية يعتمدون عليها ويصيدون الأسماك كمصدر للغذاء، ويلبسون الفراء كزي رسمي ويهاجرون مع المواسم. كان تخصصهم هو العربات والخيول. في عرف خيطان القديم، كانت ثروتهم من الخيول، وكانت قوتهم تتمثل بالجنود. أطلقت الخيول في جميع أنحاء البلاد المفتوحة وانتشر الجنود المسرحين بين الناس. عندما تحدث مسألة ذات أهمية أو معركة يُستدعى أولئك الجنود وتلك الخيول إلى المعركة. إذا أعطي الأمر في الساعة 5 صباحًا، يجتمعون جميعًا فورًا في الساعة 7 صباحًا. تتبع الخيول المياه والعشب. يعتمد الناس على الحليب والقمارص (هو أحد أنواع الألبان المُخمّرة). يطلقون سهامهم لصيد الحيوانات لاستخدامهم اليومي. يجففون الطعام والأعلاف. كانت هذه طريقتهم. بسبب هذا، فإنهم يحافظون على النصر وحيثما يتجهون، لا يواجهون أي معارضة».